# Liparis purpureovittata
Liparis purpureovittata là một loài thực vật có hoa trong họ Lan. Loài này được Tsutsumi, T.Yukawa & M.Kato mô tả khoa học đầu tiên năm 2008.